# 磯見俊裕
磯見 俊裕（いそみ としひろ、1957年2月1日 - ）は日本の映画プロデューサー、美術監督。株式会社トランスフォーマー所属。

## 経歴
大阪府大東市出身。1979年立命館大学産業社会学部卒業。志方袋物工業勤務、日刊木材新聞編集者を経て独立。1987年にグループ「ウッディライフ・クリエイト」を設立し木に関するイベントを多数手がける。
劇団維新派と知り合い京都に千年シアターを建設したことがきっかけとなり、映画美術デザイナーとなる。また映画のプロデュースも手がける。カンヌ国際映画祭で高い評価を受けた『誰も知らない』をはじめ、是枝裕和監督作品の美術監督を多く担当している。
2005年より東京芸術大学大学院映像研究科映画専攻助教授、2008年より教授。

## 受賞
- 第75回（2020年）毎日映画コンクール 美術賞（『ばるぼら』）[2]
- 第44回日本アカデミー賞 優秀美術賞（『罪の声』、露木恵美子と共同）[3]
- 第48回日本アカデミー賞 優秀美術賞（『ゴールデンカムイ』、露木恵美子と共同）[4]

## 主な美術担当作品
- ドドンパ娘川を行く（監督：二見薫）
- BeRLiN（監督：利重剛）
- いさなのうみ（監督：日垣一博）
- ユメノ銀河（監督：石井聰亙）
- 白痴（監督：手塚眞）
- ワンダフルライフ（監督：是枝裕和）
- DISTANCE（監督：是枝裕和）
- 五条霊戦記（監督：石井聰亙） - 源義朝役で出演もしている。
- ELECTRIC DRAGON 80000V（監督：石井聰亙）
- 害虫（監督：塩田明彦）
- 刑務所の中（監督：崔洋一）
- 美しい夏キリシマ（監督：黒木和雄）
- アンテナ（監督：熊切和嘉）
- 誰も知らない（監督：是枝裕和）
- ニワトリはハダシだ（監督：森﨑東）
- 血と骨（監督：崔洋一）
- 花よりもなほ（監督：是枝裕和）
- 転々（監督：三木聡）
- インスタント沼（監督：三木聡）
- 築城せよ!（監督：古波津陽）
- シーサイドモーテル（監督：守屋健太郎）
- ライク・サムワン・イン・ラブ（監督：アッバス・キアロスタミ）
- 戦争と一人の女（監督：井上淳一）
- 新宿スワン（監督：園子温）
- ストレイヤーズ・クロニクル（監督：瀬々敬久）
- ブタがいた教室（監督：前田哲）
- あやしい彼女（監督：水田伸生）
- 64-ロクヨン- 前編・後編（監督：瀬々敬久）
- ミュージアム（監督：大友啓史）
- いぬむこいり（監督：片嶋一貴）
- 友罪（監督：瀬々敬久）
- 音量を上げろタコ!なに歌ってんのか全然わかんねぇんだよ!!（監督：三木聡）
- 人魚の眠る家（監督：堤幸彦）
- ばるぼら（監督：手塚眞）
- 福田村事件（監督：森達也）美術監修
- おまえの罪を自白しろ（監督：水田伸生）

## 主なプロデュース作品
- 2/デュオ（監督：諏訪敦彦）
- ジャンクフード（監督：山本政志）
- ランデブー（監督：山本浩資）